# Gólyaláb

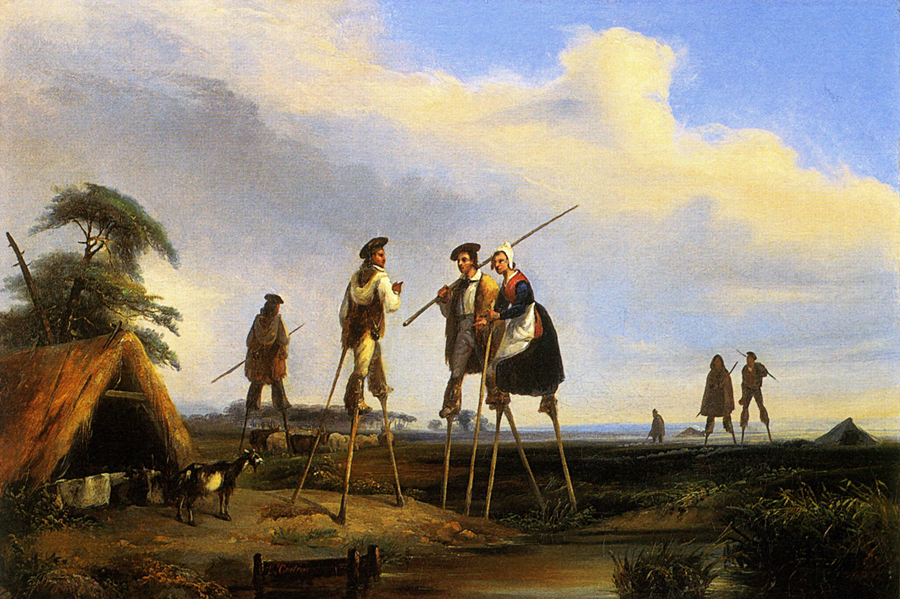
Gólyalábas francia pásztorok Landes vidékéről

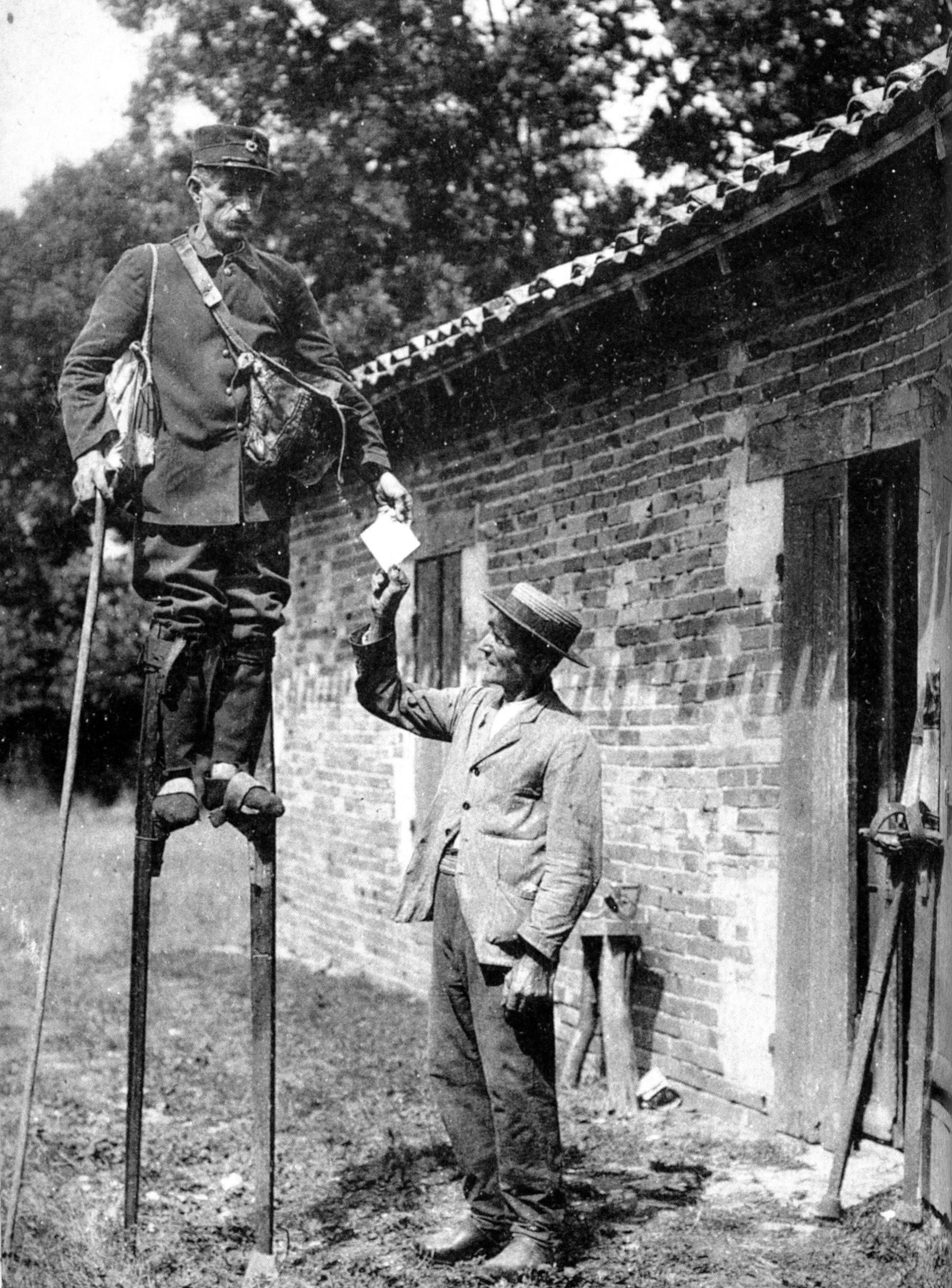
Gólyalábas postás

A gólyaláb eredetileg sáros, vizenyős terepen gyalogjáráshoz, párosával használatos rúd. Több formai és méretbeli változata ismeretes. Az alföldi faláb általában csak térdig ér, és a közepe táján egy-egy talptartó deszka van az oldalára erősítve. Erre lépnek rá, majd a gólyaláb fölső szárát a lábszárukhoz kötik körültekert szíjjal, zsineggel. A gólyalábra felállva hosszú botot, póznát vesznek a kezükbe, arra támaszkodva járnak vele. Gyakorlott ember bot nélkül is tud felkötözött, rövid gólyalábon járni. A másik típus jóval hosszabb, nem kötözik hozzá a lábhoz, csak ráállnak. A felső végét kezükkel fogják vagy hónuk alá dugják. Járás közben nem támaszkodnak másik botra. Taposója lehet a rúd ágcsonkja, még gyakrabban mesterséges, faragott, toldott fadarab. A gólyaláb nagy előnye volt, hogy kímélte a lábbelit.

## Története
A gólyaláb kezdetleges, alkalmi változatait igen elterjedten és régtől fogva használja az emberiség. Némely afrikai népek maszkos, kultikus táncainak, szertartásainak is fontos kelléke. Szórványosan az európai parasztkultúrák maszkos szokásaiban is előfordul. Azonban a gólyaláb jelentősége a sáros talajon való átkelésen és törzsi táncokon jóval tovább mutat.
A gólyaláb és a gólyalábas artista a cirkuszi produkciók szerves része a cirkuszi zsonglőr artista mutatványos kultúra kialakulásának kezdeteitől. A gólyaláb ilyen célú használata elsőként Kínában jelent meg. Azóta pedig már a világ legkülönbözőbb országaiban is a cirkuszi jellegű produkciók rendkívül népszerű és látványos eszköze
A 19. század második felében a nagykunsági, a sárréti iskolás gyermekek még általánosan használták. A Rétközben (Szabolcs m.) ősszel és tavasszal a nagy sárban gólyalábon jártak egymáshoz. Főként agyagos talajú vidékeken volt használatos Erdélyben (Szilágyság, Mezőség, Székelyföld), de ismerték a moldvai csángók is. A Felföldön az iskolás gyermekek használták a XX. század elején (Tarna, Zagyva, Eger, Sajó folyók völgyében). Pásztorok több vidéken is jártak gólyalábon.
A 19. század második felétől kezdődően egyre inkább felismerték a gólyalábas hirdetés és figyelemfelkeltés jelentőségét. A manapság egyre népszerűbb gólyaláb színészi, mutatványos, cirkuszi, promóciós, hirdetési, komédiás, zsonglőr, artista és bohóc kellékké alakult.

## Tájnevei
Az eszköz nevei közül a gólyaláb mellett a cséklye (palócság), csáklya (Szilágy), mankó, bankó, lábka, garagulya szavak említhetők.

## Külső hivatkozások
- Gólyalábas Bohócok
- Gólyalábasok Bohócok Mutatványosok
- Gólyalábas előadások